# Makrynit
Makrynit – macerał z grupy inertynitu.
- w węglach brunatnych tworzy owalne, nieregularne, jasnoszare do białych ziarna, czasami są w nich widoczne pory. Można w nich dostrzec ziarna innych macerałów. W niektórych węglach stanowi on masę spajającą. Powstał na skutek utlenienia żeli humusowych. Charakteryzuje się jasną i gładką powierzchnią.
- w węglach kamiennych ziarna często nieregularne, barwa od jasnoszarej do żółtawo-białej, zmienna wielkość. Im bardziej posunięty proces utleniania żeli humusowych, tym jaśniejsza barwa, a refleksyjność wyższa.